# Tjallingenjaure
Tjallingenjaure är en sjö i Vilhelmina kommun i Lappland och ingår i Ångermanälvens huvudavrinningsområde. Sjön har en area på 0,245 kvadratkilometer och ligger 920,9 meter över havet.

## Delavrinningsområde
Tjallingenjaure ingår i det delavrinningsområde (721832-143834) som SMHI kallar för Ovan 721975-143677. Medelhöjden är 940 meter över havet och ytan är 23,63 kvadratkilometer. Det finns inga avrinningsområden uppströms utan avrinningsområdet är högsta punkten. Tjallingenjukke som avvattnar avrinningsområdet har biflödesordning 4, vilket innebär att vattnet flödar genom totalt 4 vattendrag innan det når havet efter 408 kilometer. Avrinningsområdet består mestadels av kalfjäll (99 procent). Avrinningsområdet har 0,28 kvadratkilometer vattenytor vilket ger det en sjöprocent på 1,2 procent.